# Schöne Woche
Schöne Woche ist eine wöchentlich erscheinende Frauenzeitschrift, die vom Pabel-Moewig Verlag (einem Tochterunternehmen der Bauer Media Group) herausgegeben wird. Redaktionssitz ist Rastatt. Chefredakteurin ist Gitta Kabelitz.

## Inhalt
Schwerpunkte sind Berichte und Reportagen aus der Welt der Stars und des Adels, Ratgeber zu klassischen Frauenthemen wie Mode, Kosmetik, Demo, Gesundheit und Wellness sowie Reisethemen, Rezepte, Rätsel und Gewinnspiele.

## Leserschaft
75 Prozent der Leser sind weiblich, 75 Prozent der Leser sind 40 Jahre und älter. Der durchschnittliche Leser hat ein Haushaltsnettoeinkommen von 2.639 Euro.